# 女人不坏
《女人不坏》（英語：All About Women）是徐克執導的2008年華語電影，由周迅、桂纶镁、张雨绮领衔主演，于2008年1月8日举行开机发布会，1月底正式开拍，4月下旬杀青，同年12月11日在中国大陆正式上映。

## 剧情
本片讲述唐露、欧泛泛、铁菱，四位男人三位女人在北京的爱情冒险故事。
這是發生在北京，關於愛情、女性、時尚的21世紀新喜劇。
三個不壞的女人，一個號稱「無敵」── 三十一歲的唐露(張雨綺飾)。她的美貌讓男人飛蛾撲火，也是她事業成功的利器。她不信愛情，也不信IQ不如三圍賣錢。偏偏她遇上了對她絕緣的男教授巫農古(方中信飾)。她不婚卻因工作向教授求愛，竟慘遭拒絕，首嘗敗績。她想追究原因，真相卻讓人出乎意外...
第二個女人泛泛(周迅飾)，體檢中心的驗身員，長相平凡之外還是個四眼蛙，直腸觸檢的技術比追男仔的功夫好上一萬倍。她利用對男人的瞭解和科學實驗的精神，找到她的真命天子司馬小剛(馮德倫飾)。但她追男成功的秘密，也成了她這段戀情的最大危機...
樂團主唱兼拳擊手十項全能的鐵菱(桂綸鎂飾)是第三個女人。她擁有完美的男友巨星X(高以翔飾)，但他只活在她的幻想中。鐵菱的追求者莫啟彥(彭于晏飾)想盡辦法想把她拉回現實，但她只想留在幻想世界。直到有一天，她發現幻想中的男人就在她眼前。她要不要跟著完美男人走？她猶豫了...
三個女人，三種遭遇，發生在引領中國風尚的北京。這是一場浪漫、喜趣又充滿時尚魅力的愛情冒險

## 演员
| 姓名   | 角色     | 备注 |
| ------ | -------- | ---- |
| 周迅   | 欧泛泛   |      |
| 张雨绮 | 唐露     |      |
| 桂纶镁 | 铁菱     |      |
| 馮德倫 | 司馬小剛 |      |
| 方中信 | 巫農古   |      |
| 彭于晏 | 莫啟彥   |      |
| 高以翔 | 巨星X    |      |
| 戚迹   | 張明     |      |

## 评价
- 《新京报》评价：还不坏的徐克电影。[3]
- 《三秦都市报》评价：影片里充满了夸张的情节和笑料，整部电影充满了科幻色彩，处处体现了浓烈的超现实主义。影片非常的卡通化，夸张至极，演员的表现基本到位，给人耳目一新。[4]

## 獎項
- 第4屆香港電影導演會年度大獎 年度新晋演员(铜)张雨绮